# Витоки річки Саксагань

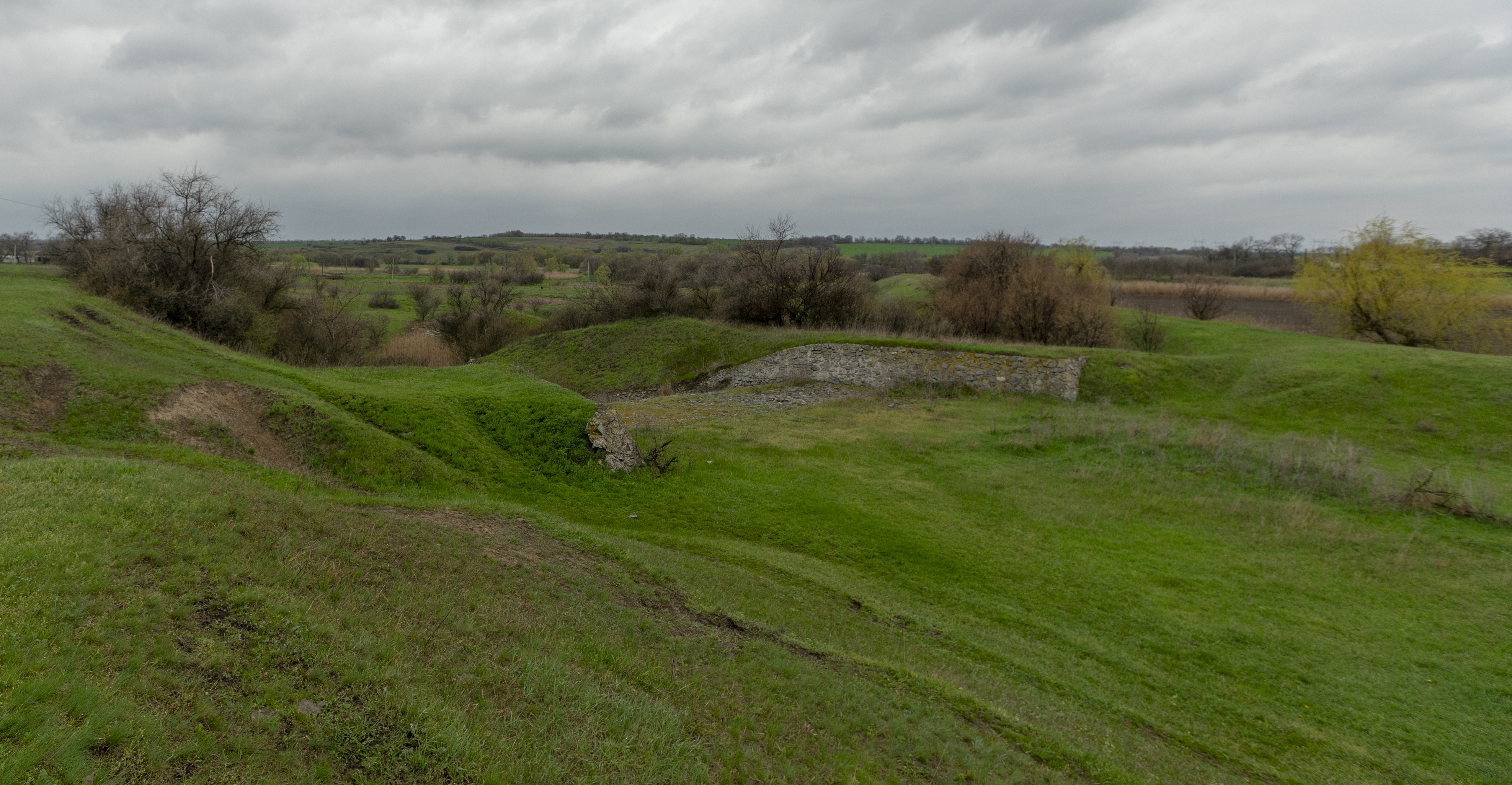
Витоки річки Саксагань

Ви́токи рі́чки Саксага́нь — ботанічний заказник місцевого значення в Україні. Розташований у Криничанському районі Дніпропетровської області, біля сіл Божедарівка, Теплівка, Саксаганське і смт Божедарівка. 
Площа 418 га. Статус присвоєно згідно з рішенням Дніпропетровської облради від 05.12.2014 року № 597-28/VI. Перебуває у віданні: Криничанська райдержадміністрація. 
Статус присвоєно для збереження розгалуженої балкової мережі верхів'їв річки Саксагань, яке є місцем зростання типової та рідкісної степової рослинності.